# Замок Рака
Замок Рака — замок в городе Рака в Словении.
Замок Рака — Арх впервые появился в исторических документах в 1161 году. В 1279 году он был упомянут под названием xastrum Arch. Во второй половине 12-го столетия новый замок был построен графской семьей из Богена, после чего он перешел в наследство графу Андешек, а затем его владельцем стал герцог Спанхем.
Родственник Арх продал замок Рака барону Юрию Шевру.
Рыцари Арх владели замком с 1248 года до конца 15-го столетия — до свонего вымирания. В 1501 году Леонард Херич из Комполя, являющийся родственником семьи Арх, продал замок Рака рыцарю Юрию Шевру из Сотеске. В 1515 году восставшие крестьяне подожгли замок и он сгорел. В 1525 году эрцгерцог Карл доделил замок Рака, вместе с усадьбой, Янезу Бальтазару — Вернедикту, а в 17 веке появился совладелец этого замка Янез Руесс — Руссенстейн.
Франц Карл барон Халлер фон Халлерстейн спас старый замок от разрухи.
В 17 веке замок принадлежал дворянской семье Вернишке, которая позже продала этот замок семье Кайзель. Во времена их владения под замком были сооружены теплицы и пруд, в котором разводили раков. Между 1784 и 1825 годом Франц Карл барон Халлер фон Халлерстейн спас старый замок от повреждений и дал ему совершенно новый, более красивый вид; со вкусом изменил ландшафт парка, посадив новые деревья и кустарники, были сооружены хозяйственные постройки, в 1800 году была откуплена часть усадьбы Студенице, а в 1811 году — Доленье Радуле, что привело к увеличению усадьбы замка Рака. Следующим известным владельцем замка, в конце 19 столетия, был дворянин Феликс Ленцк . После заключения брака с известной американкой он открыл на этом месте пилораму, посадил виноградники и провел воду с ближайшего родника Полтера.

## Культурный памятник
Во время Второй мировой войны замок служил в качестве военного форпоста. Между 1952 и 1961 году замок Рака являлся резиденцией Муниципалитета. В 1948 году в замок переселились, из своих предыдущих жилищ, монашки — Дочери Милосердия, которые жили в замке до 1998 года.
Замок был спроектирован как двухэтажное, с подвальным помещением, четырёхугольное здание с лицевым фасадом на северной стороне и боковым фасадом на левой и восточной стороне.
С западной и южной стороны замка находится лес, заросли, через которые можно пройти по узкой тропинке. Могучий, классический каменный портал является входом в украшенный аркадами двор. С 1998 года, после того как монахини выселились из замка, замок пустует. Внутри осталось немного интерьера, туалеты и ванные комнаты.
Во время проживания монахинь в замке был проведен водопровод, были закрыты стеклом и деревянными ставнями аркады, частично отремонтирована крыша, которая на сегодняшний день находится в аварийном состоянии, сооружен во дворе обычный кирпичный гараж. Здание имеет два подвальные помещения, расположенные в южном и западном крыле, попасть в которые можно по деревянным лестницам, непосредственно со двора.
Первый этаж, в недавнем прошлом, имел главным образом хозяйственную функцию. В цокольном этаже западного крыла находился кладовая и амбар с отсеками для хранения урожая, под потолком находились балки, предназначенные для подвешивания сельскохозяйственных продуктов. По широкой каменной лестнице, находящейся в центре восточного крыла, из коридора с аркадами можно подняться на первый этаж, где находятся комнаты, некоторые из них перегорожены, деревянный пол покрыт линолеумом.
В центральной части южного крыла находится зал с ровным потолком. Здесь же положен паркет в стиле барокко. С внешней стороны замка, на нижнем этаже, находится ручной лифт для передачи еды из кухни в комнаты. Комната для разделения пищи является весьма интересной. в ней сохранился встроенный шкафчик и стол для разделения пищи с шкафами.
Это помещение по размеру больше чем другие, не является центральным, хотя и связывает южное крыло с западным, через которое можно пройти к открытым аркадам, находящимся над входом с северной стороны. Мансардная часть имеет твердое покрытие, в некоторых местах сохранилось оригинальное покрытие.
С декабря 2014 года замок имеет нового владельца, который планирует восстановить замок и открыть в нём музей.
Замок Рака закрыт для посетителей на неопределенное время. По предварительным оценкам восстановительные работы будут начаты в августе 2015 года.

## Галерея

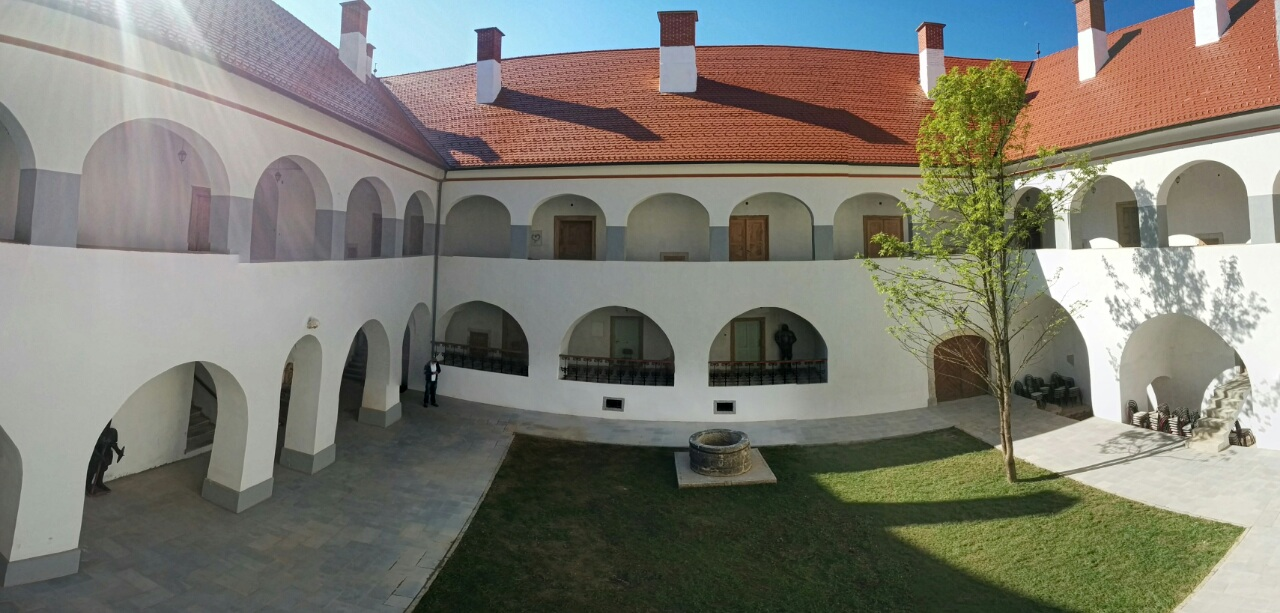
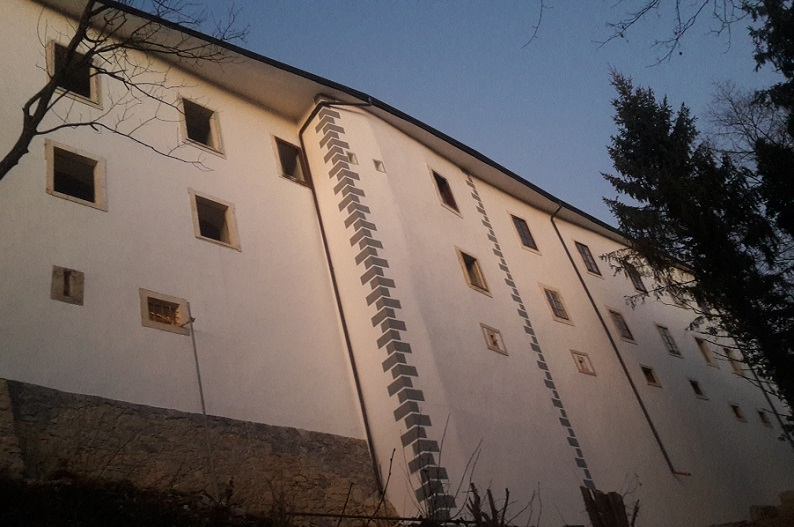
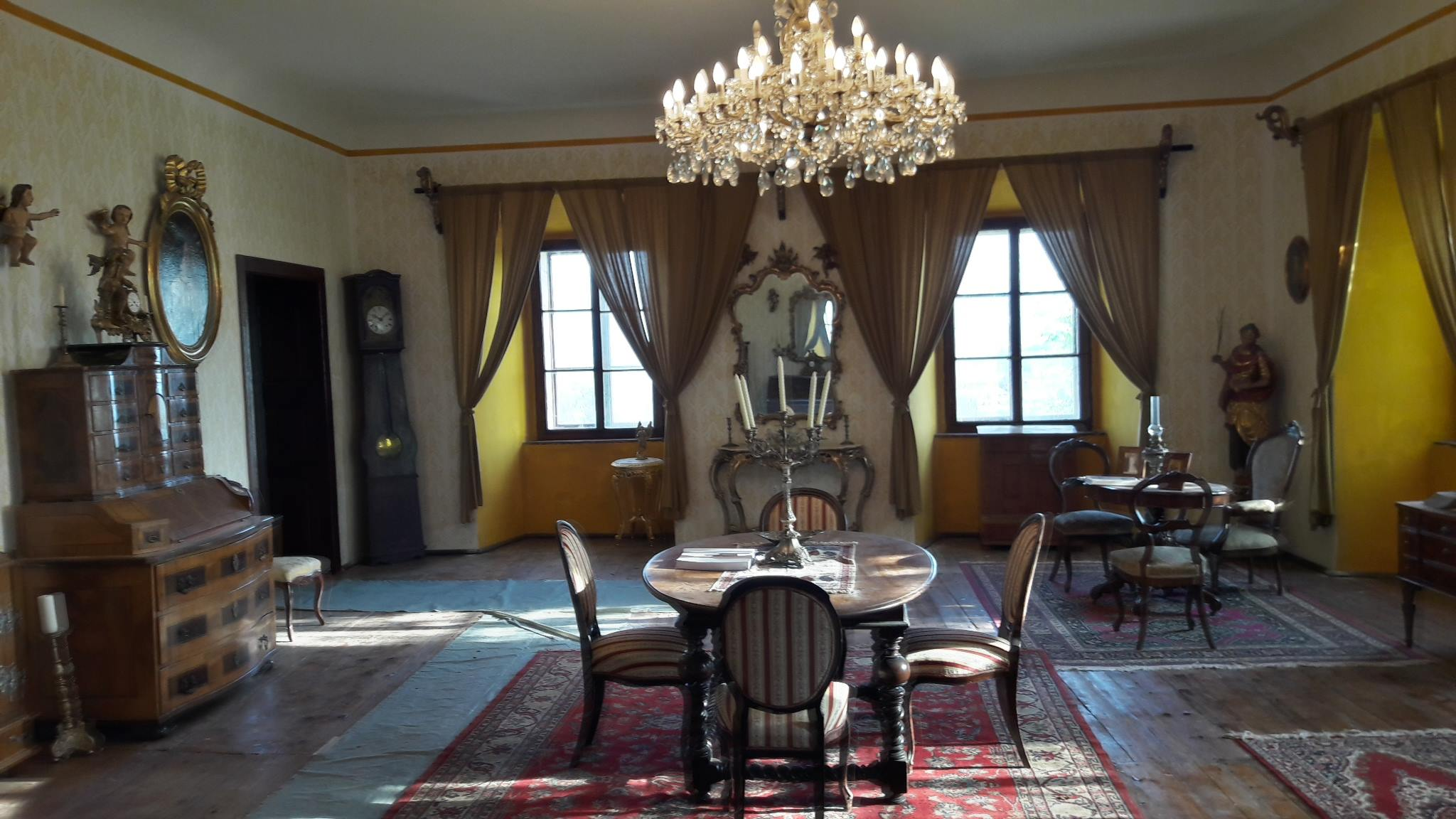
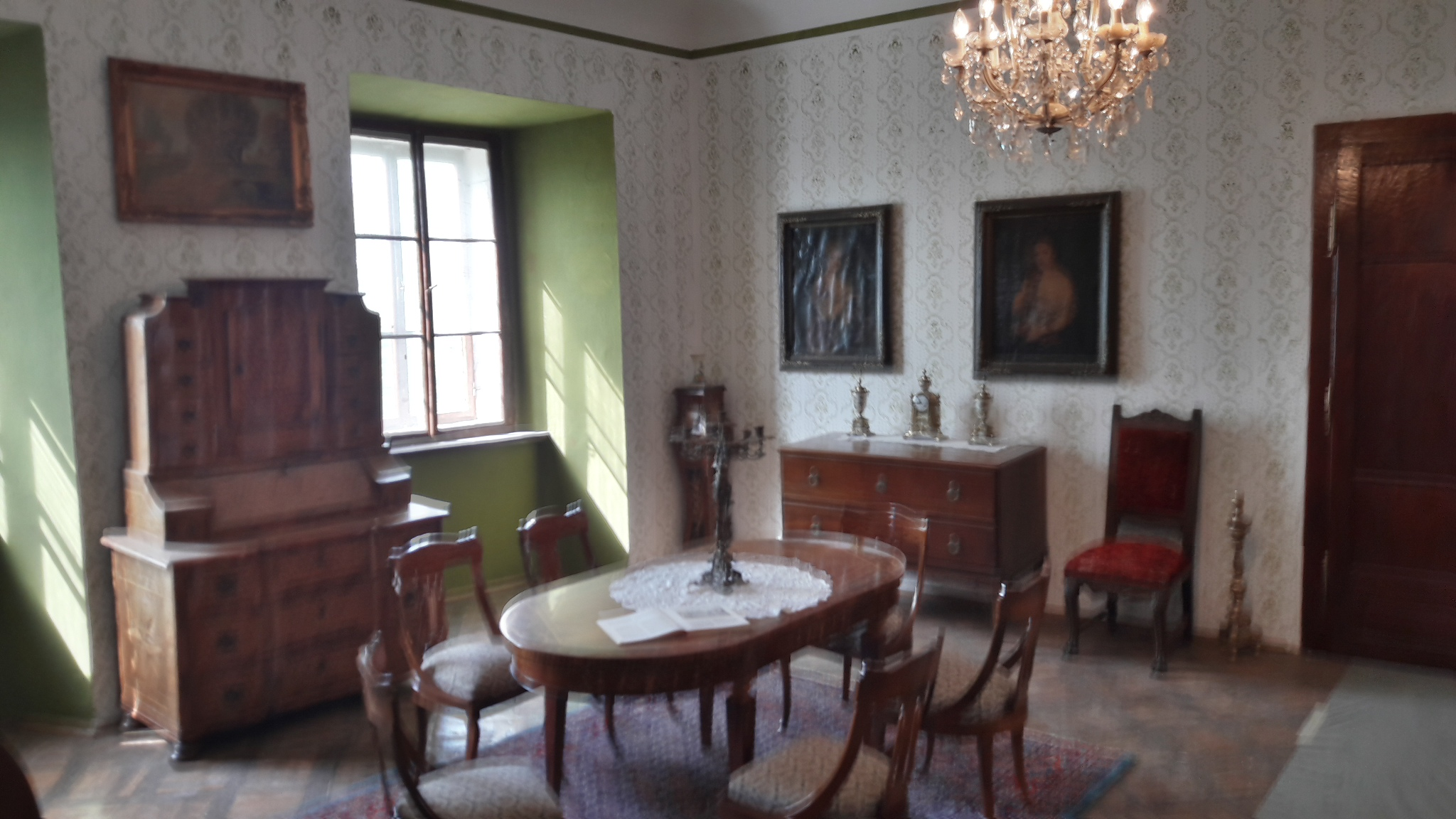
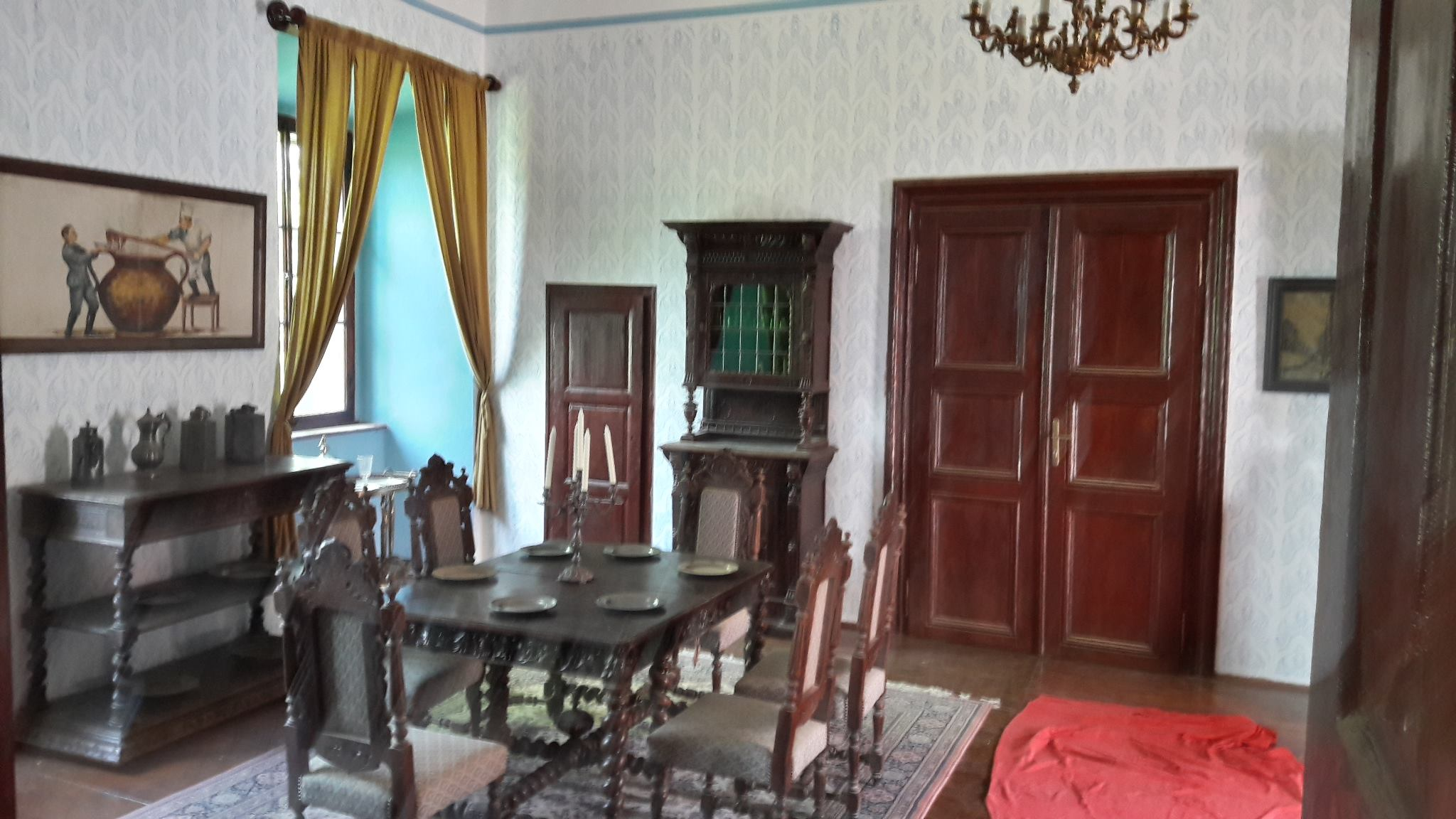
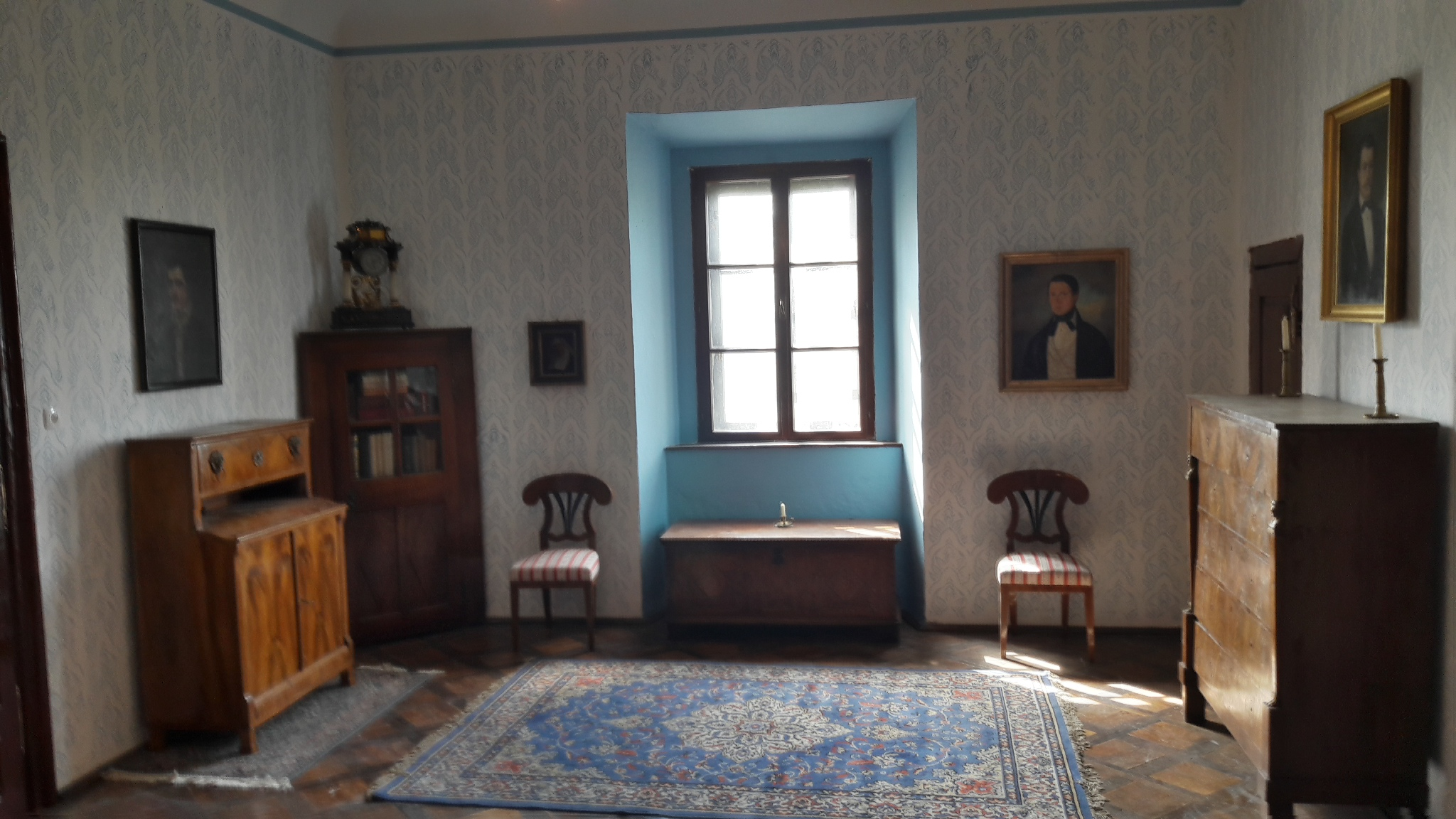
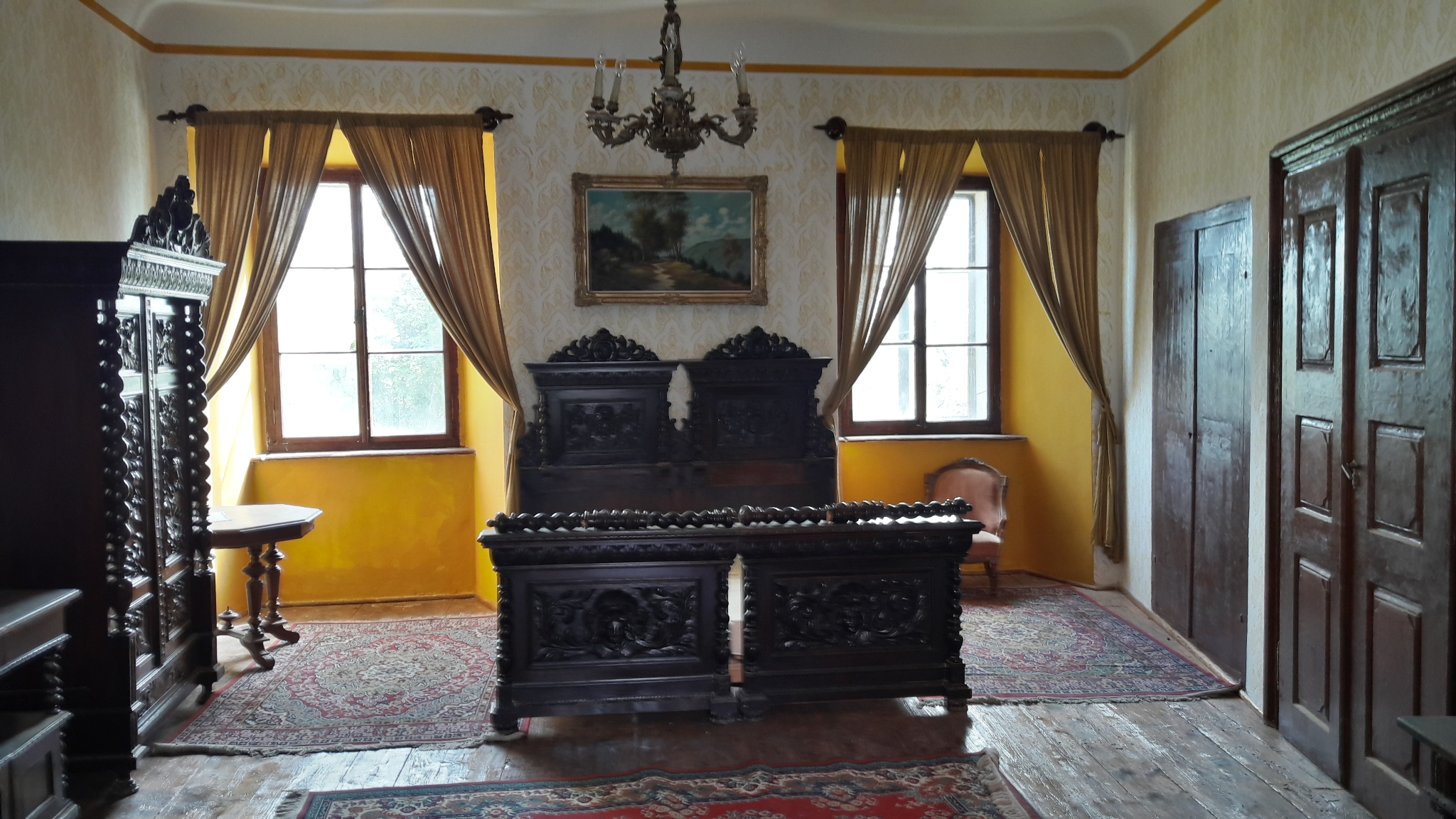
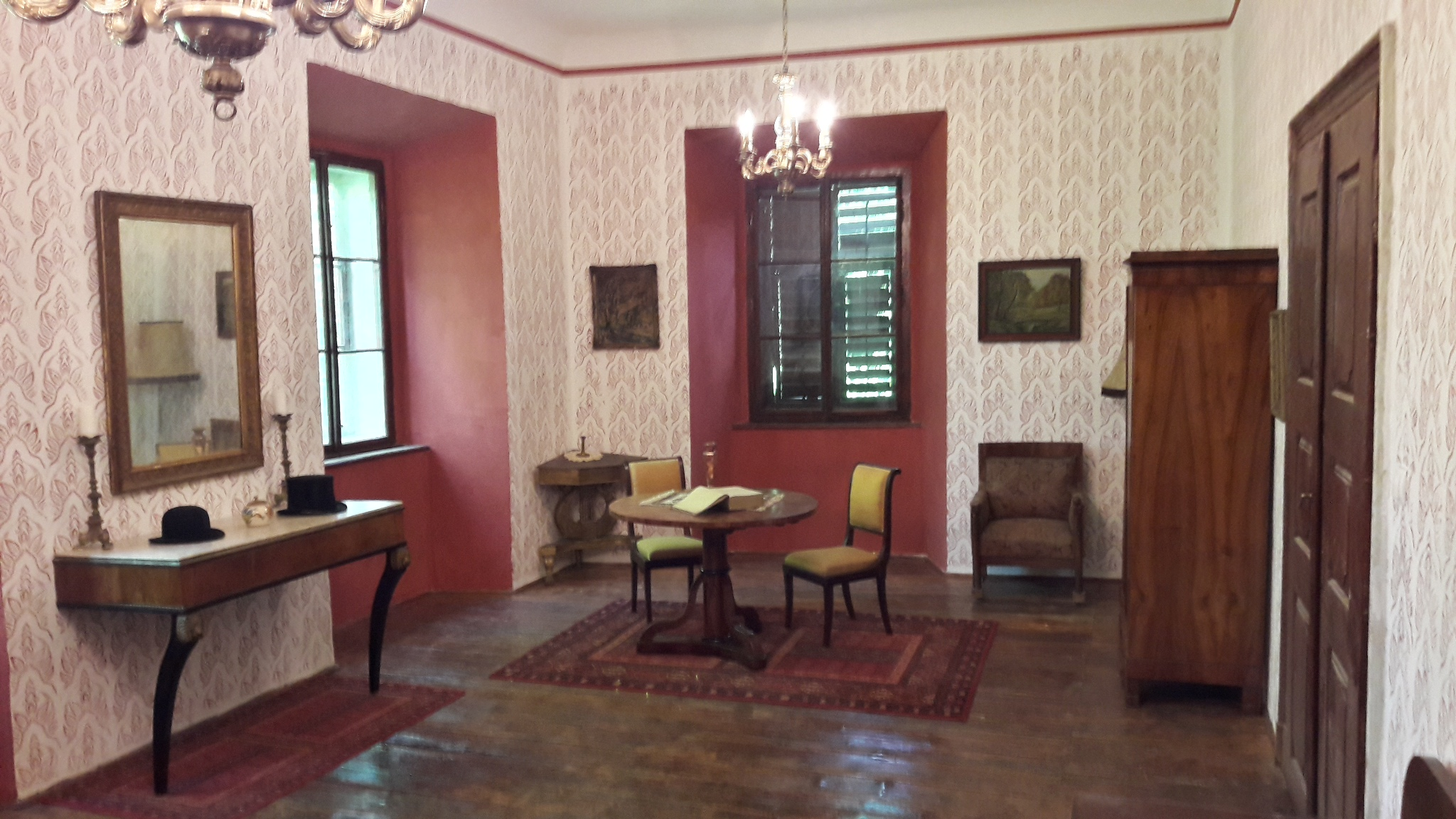
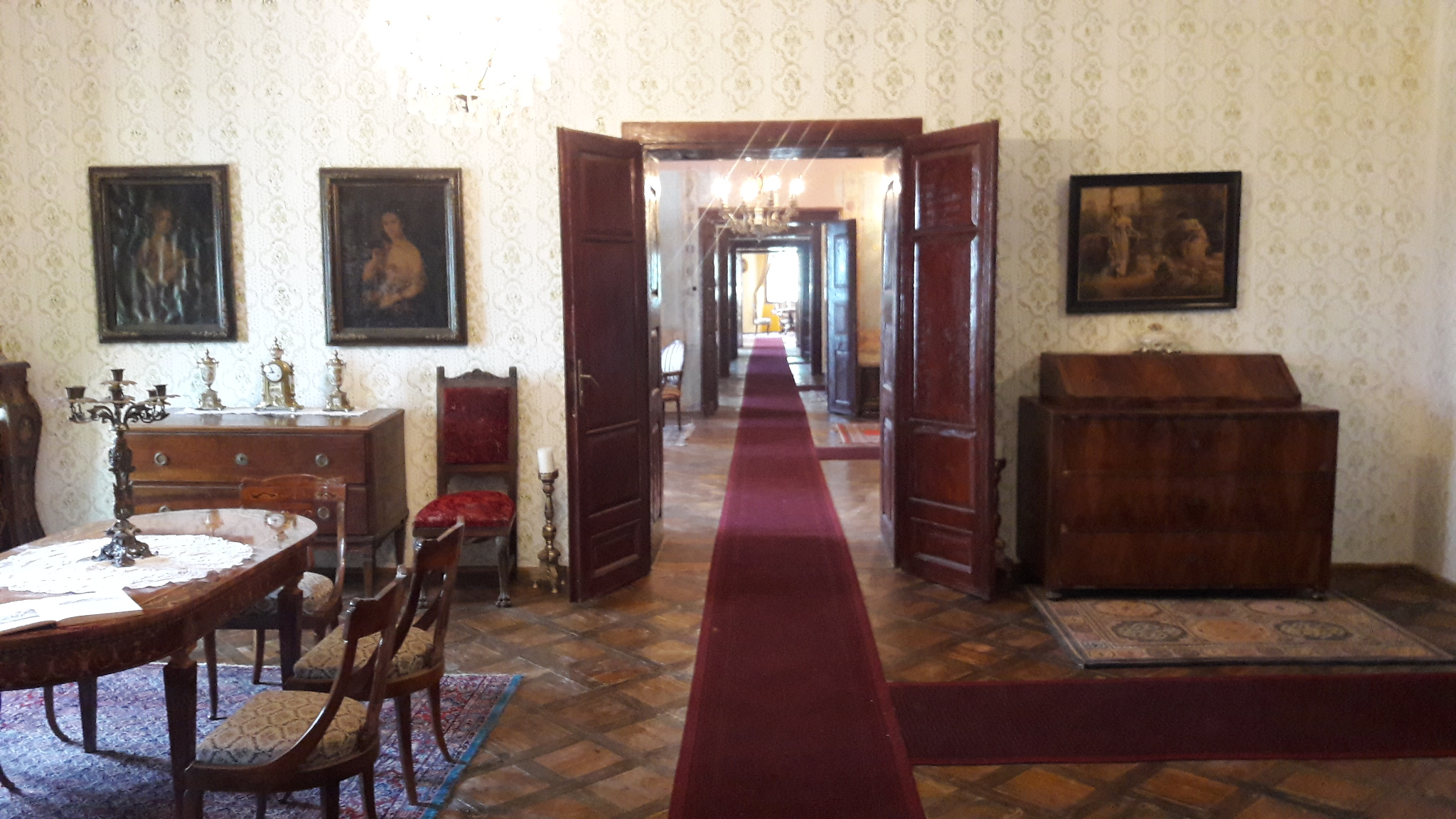
sličica
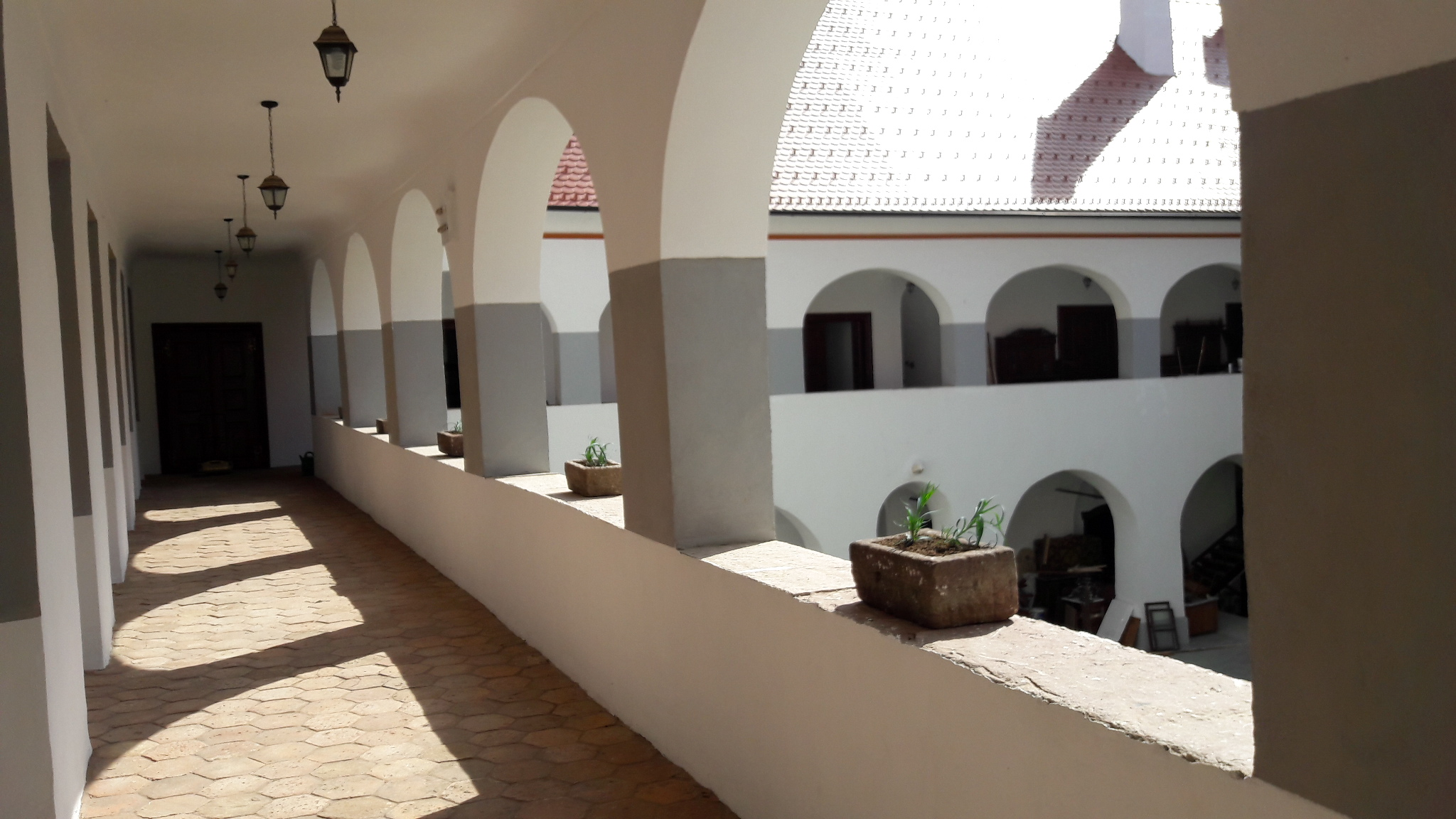
sličica
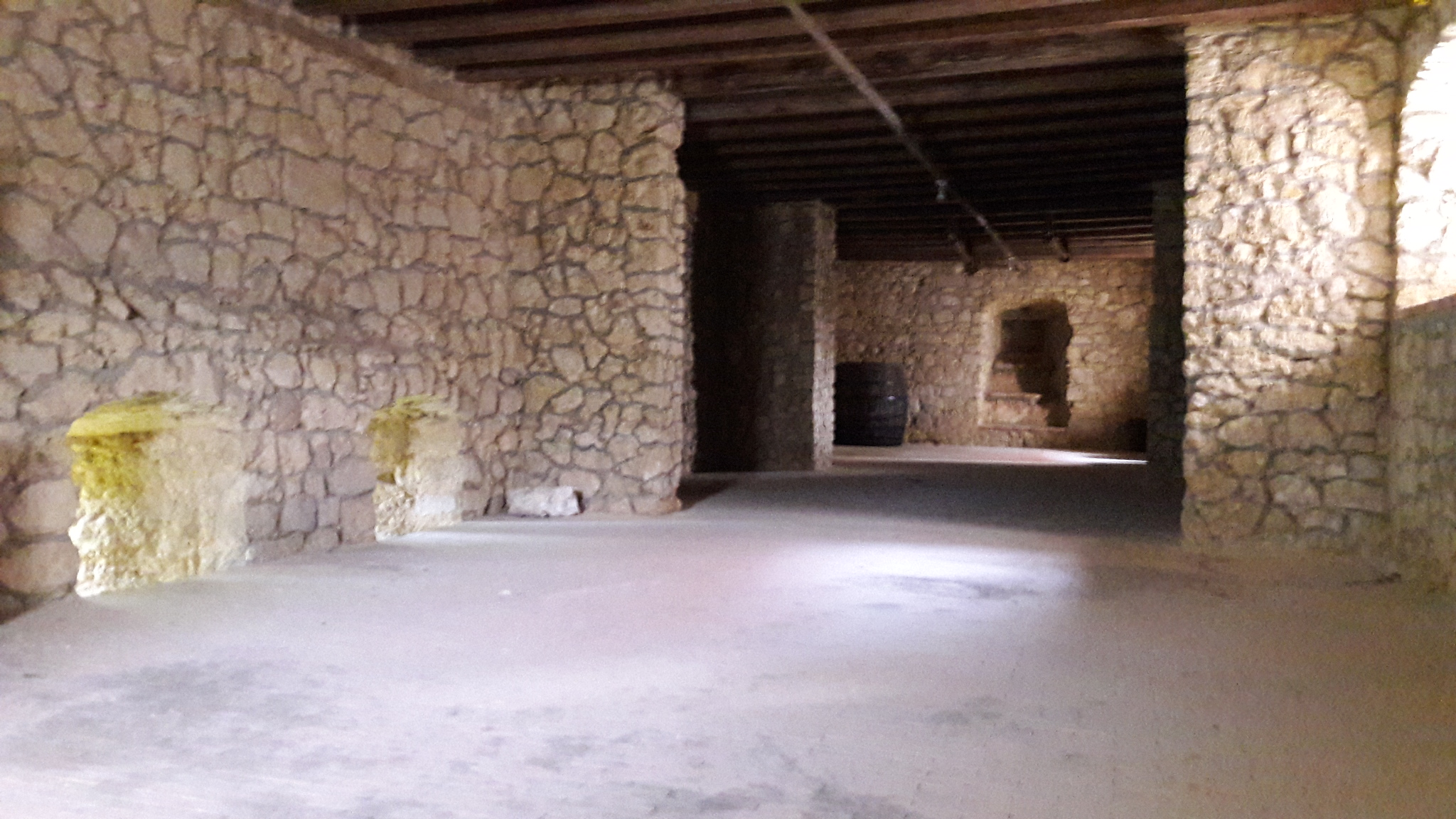
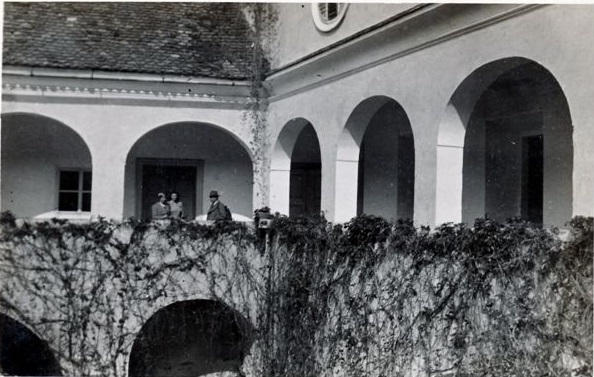
Franc Bajec, 1940
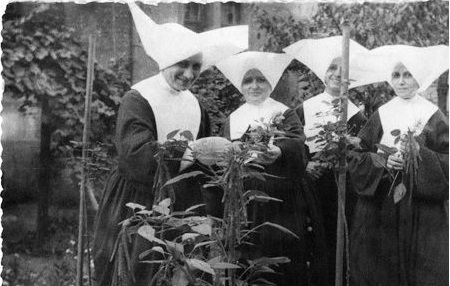
1948-1998
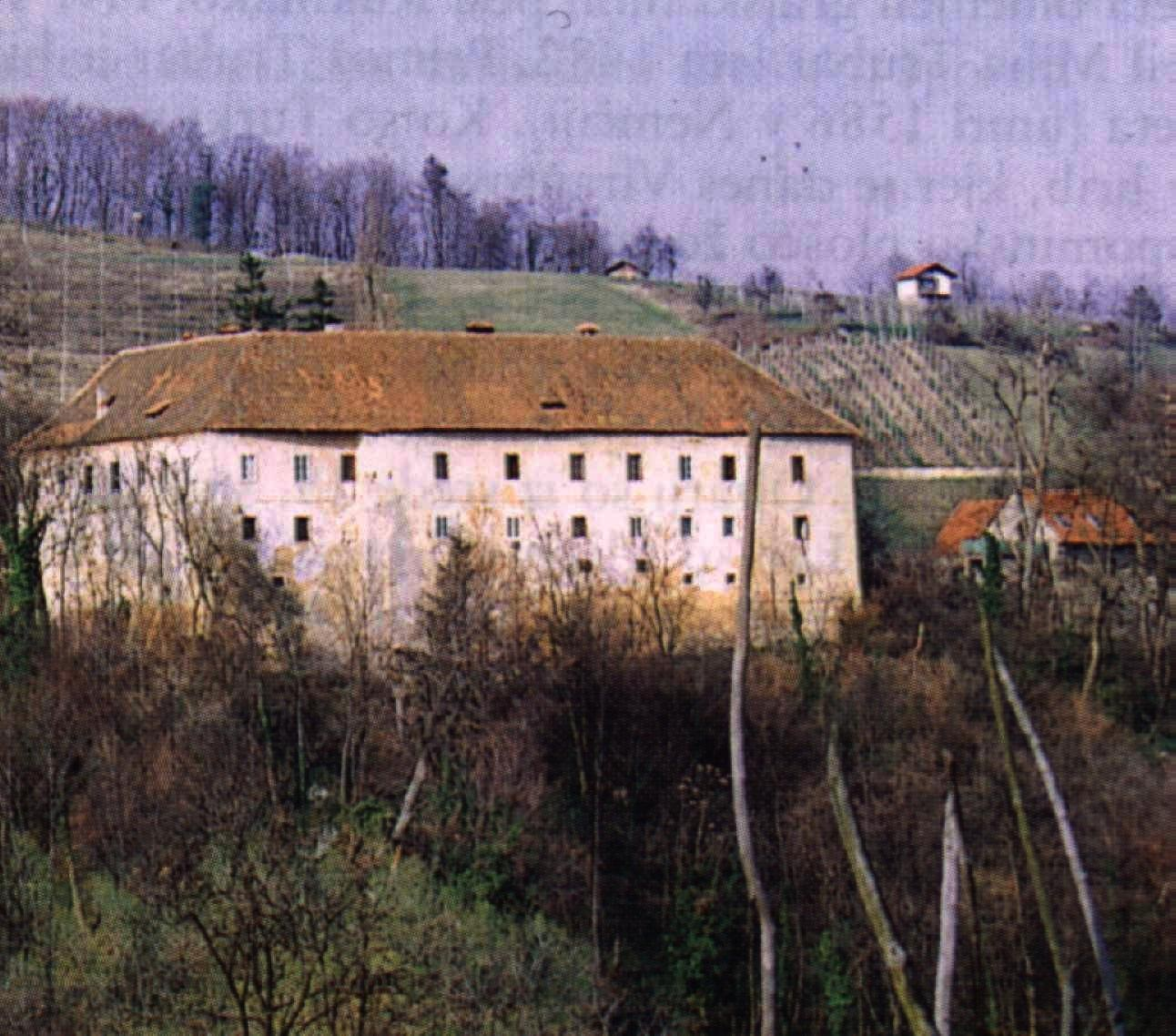
1995
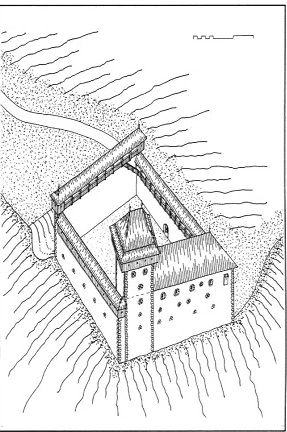
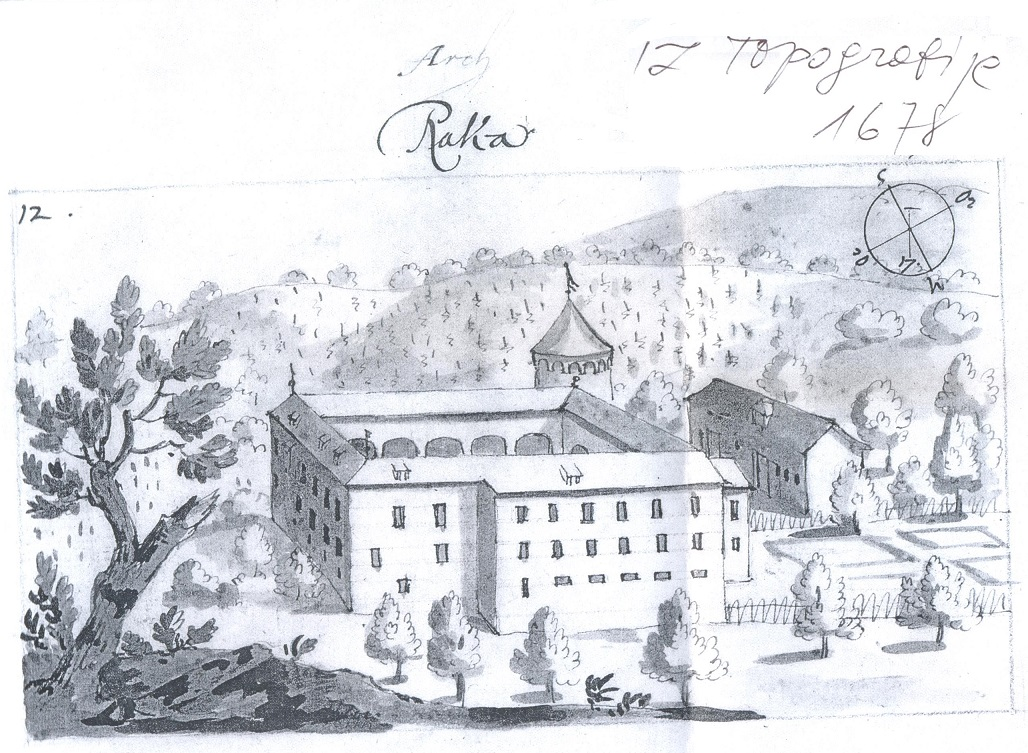
1678